# Hipòxia ambiental
La hipòxia o deficiència d'oxigen és un fenomen que ocorre en ambients aquàtics a mesura que l'oxigen molecular dissolt en l'aigua es redueix en la seva concentració fins al punt que passa a ser perjudicial per als organismes aquàtics que viuen en el sistema. La concentració d'oxigen dissolt generalment s'expressa en quantitat de O₂ dissolt en aigua, a la temperatura i salinitat prevalents, en mg.L−1, sent els valors normals al voltant de 8 mg L−1 a 25oC entre 0 i 1.000 m d'altitud. ater) Un sistema aquàtic sense oxigen dissolt (0% de saturació) es diu anaeròbic, un sistema entre l'1 i el 30% de saturació es diu hipòxic o disòxic. La majoria dels peixos no poden viure per sota del 30% de saturació.
La hipòxia pot ocórrer a tota la columna d'aigua i també a grans altituds i prop dels sediments del fons. Normalment s'estén al llarg del 20-50% de la columna d'aigua, però depèn de la fondària de l'aigua i de la localització de la picnoclina (canvi ràpid de la densitat de l'aigua amb la fondària) pot tenir lloc en el 10-80% de la columna d'aigua.
La hipòxia també pot tenir lloc en ambients no aquàtics com per exemple en els caus d'alguns animals subterranis.

## Causes

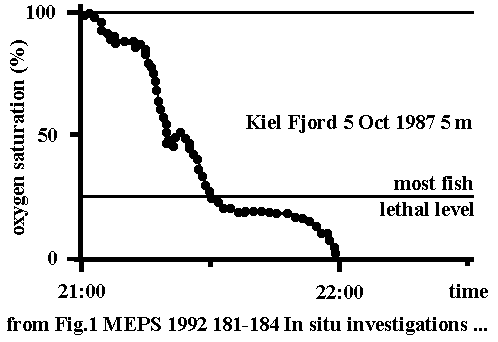
Declivi de la saturació d'oxigen a anòxia de nit al fiord Kiel, Alemanya. Fondària = 5 m

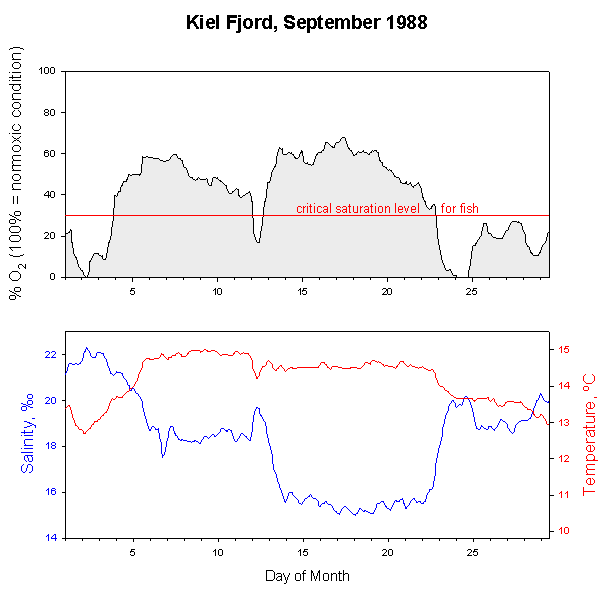
Gràfic dels nivells d'oxigen i salinitat al fiord de Kiel el setembre de 1998.

El dèficit d'oxigen pot ser el resultat de molts factors naturals, però sovint és per la contaminació i eutrofització. Un tipus de contaminació molt directa és la contaminació tèrmica, consistent a l'alteració, normalment pujada sobtada de temperatura de l'aigua.
En absència de contaminants hi pot haver hipòxia en els estuaris per exemple per estratificació de l'aigua provinent dels rius amb la de l'estuari. El World Resources Institute ha identificat 375 zones litorals hipòxiques al món a Europa occidental, est i sud de les costes dels Estats Units, i Àsia oriental, particularment al Japó.

## Solucions
Per combatre la hipòxia és essencial reduir la quantitat de nutrients derivats de la terra que arriben als rius per escolament. Els aiguamolls són particularment eficaços per a reduir la quantitat de fòsfor i nitrogen que arriben als rius.
A la zona de Salford Docks del Canal marítim de Manchester (Manchester Ship Canal) a Anglaterra, on s'acumulaven aigües residuals, el 2001 es va adoptar el sistema d'injectar aire comprimit per elevar el contingut d'oxigen a l'aigua.

En poc temps la saturació d'oxigen pot caure a zero quan el vent treu l'aigua superficial i la substitueix per la capa anòxica d'aigua de sota.

## Química de les torberes
En certs llocs del nord d'Europa la torbera àcida d'esfagnes hi ha condicions d'hipòxia que eviten la descomposició dels teixits orgànics i han conservat momificats cossos humans (dona de Haraldskær, home de Tollund a Jutlàndia, i Home de Lindow a Cheshire, Anglaterra.